# عقرب البحر الأرقش
عقرب البحر الأرقش (الاسم العلمي: Scorpaena guttata) هي نوع من الأسماك يتبع جنس عقرب البحر من الفصيلة عقارب البحر.